# Кемроуз (аеропорт)
Аеропорт Кемроуз (TC ідент. місц.: CEQ3)     розташований поруч із Кемроузом, Альберта, Канада.
Зручності в аеропорту включають зал відпочинку пілотів, туалети та автомат з продажу безалкогольних напоїв, які доступні 24 години на добу, сім днів на тиждень, лише для пілотів. Є цілодобова заправка Avgas (100LL) самообслуговування. Комунікаційна система ARCAL активується п'ятьма кліками по номеру 122.8 МГц. Для пілотів доступний комп’ютер для отримання інформації про погоду та NOTAM .
Зв'язок:
- Unicom 122.8 МГц
- Навігація NDB 405 кГц DME 108,2

Кріплення обмежено місцями на тротуарі, без жодної плати (максимум 24 години за використання).

## Зовнішні посилання
- Сторінка про цей аеропорт (заархівовано) у каталозі аеропортів Місця для польотів COPA